# Saint-Samson-sur-Rance
 Saint-Samson-sur-Rance  (en bretón Sant-Samzun) es una población y comuna francesa, situada en la región de Bretaña, departamento de Côtes-d'Armor, en el distrito de Dinan y cantón de Dinan-Ouest.

## Demografía
| 494 | 477 | 548 | 874 | 1180 | 1151 |
| Para los censos de 1962 a 1999 la población legal corresponde a la población sin duplicidades (Fuente: INSEE [Consultar]) |     |     |     |      |      |